# Einar Pihl
Einar Pihl es un deportista sueco que compitió en piragüismo en la modalidad de aguas tranquilas. Ganó tres medallas en el Campeonato Mundial de Piragüismo en los años 1950 y 1954.

## Palmarés internacional
| Campeonato Mundial | Campeonato Mundial     | Campeonato Mundial | Campeonato Mundial |
| Año                | Lugar                  | Medalla            | Evento             |
| ------------------ | ---------------------- | ------------------ | ------------------ |
| 1950               | Copenhague (Dinamarca) | Medalla de oro     | K4 1000 m          |
| 1954               | Mâcon (Francia)        | Medalla de plata   | K4 1000 m          |
| 1954               | Mâcon (Francia)        | Medalla de oro     | K4 10 000 m        |